# Dolná Breznica
Dolná Breznica (ungarisch Alsónyiresd – bis 1907 Alsóbreznic oder auch Alsóbrezsnic) ist eine Gemeinde im Nordwesten der Slowakei, mit 1073 Einwohnern (Stand 31. Dezember 2024), die zum Okres Púchov, einem Teil des Trenčiansky kraj, gehört.

## Geographie
Die Gemeinde befindet sich im Nordteil der Weißen Karpaten im unteren Teil des Tals Lednická dolina, am Bach Lednica. Das Ortszentrum liegt auf einer Höhe von 296 m n.m. und ist zehn Kilometer von Púchov entfernt.
Nachbargemeinden sind Horná Breznica im Norden, Lednické Rovne im Osten und Südosten, Horovce im Süden, Kvašov im Westen und Lednica im Nordwesten.

## Geschichte
Der heutige Ort wurde zum ersten Mal 1388 als Breznycze schriftlich erwähnt. Zuerst war das Dorf Besitz der Familie Horváth, später gehörte es zum Herrschaftsgebiet der Burg Lednica. 1598 standen hier 27 Häuser. 1784 hatte die Ortschaft 32 Häuser, 34 Familien und 152 Einwohner, 1828 zählte man 33 Häuser und 358 Einwohner, die vorwiegend als Landwirte und Obstbauern beschäftigt waren.
Bis 1918 gehörte der im Komitat Trentschin liegende Ort zum Königreich Ungarn und kam danach zur Tschechoslowakei beziehungsweise heutigen Slowakei.
Von 1980 bis 1990 war Dolná Breznica mit dem Nachbarort Horná Breznica zur Gemeinde Breznica zusammengelegt.

## Bevölkerung
| Jahr                | 1994 | 2004    | 2014     | 2024     |
| ------------------- | ---- | ------- | -------- | -------- |
| Anzahl der Personen | 793  | 813     | 911      | 1073     |
| Unterschied         |      | +2,52 % | +12,05 % | +17,78 % |

| Jahr                | 2023 | 2024    |
| ------------------- | ---- | ------- |
| Anzahl der Personen | 1081 | 1073    |
| Unterschied         |      | −0,74 % |

Nach der Volkszählung 2011 wohnten in Dolná Breznica 857 Einwohner, davon 814 Slowaken und ein Tscheche. 42 Einwohner machten keine Angabe zur Ethnie.
778 Einwohner bekannten sich zur römisch-katholischen Kirche, neun Einwohner zur Evangelischen Kirche A. B. und ein Einwohner zur evangelisch-methodistischen Kirche. Sechs Einwohner waren konfessionslos und bei 63 Einwohnern wurde die Konfession nicht ermittelt.

## Bauwerke und Denkmäler
- moderne römisch-katholische Kirche